# Euglossa intersecta
Euglossa intersecta là một loài Hymenoptera trong họ Apidae. Loài này được Latreille mô tả khoa học năm 1838.